# Georg Neumann
Georg Neumann GmbH (Neumann) — фирма, основанная в 1928 году в Берлине Георгом Нойманом. Является известным производителем профессиональных микрофонов. Их самая известная продукция — конденсаторные микрофоны для радиовещания, концертных выступлений и записи музыки. В течение нескольких десятилетий компания Neumann была также ведущим производителем станков для нарезания дисков фонографов и на какое-то время даже занялась производством микшерных пультов.

## История

### Ранние годы
Первым продуктом компании был CMV 3, первый в мире конденсаторный микрофон, поступивший в широкую продажу. Это был довольно большой (40 см в высоту, 9 см в диаметре) микрофон с несколькими сменными головками капсюля, которые давали ему разные диаграммы направленности. Из-за своей формы и размера этот микрофон называли «бутылкой Ноймана». Его часто можно увидеть на исторических фотографиях массовых мероприятий в Германии в период Второй мировой войны.
В ноябре 1943 года завод Ноймана в Берлине был повреждён в результате бомбардировки союзниками. Георг Нойман переместил свою компанию в город Гефелль в Тюрингии и в начале следующего года возобновил производство. В конце войны Тюрингия попала под советский контроль, и компания в конечном итоге стала восточногерманским «народным предприятием» (то есть государственным предприятием). После объединения Германии компания в Гефелле, продолжавшая использовать название Neumann, стала известна как Microtech Gefell.
Тем временем Георг Нойман восстановил свою компанию под названием «Georg Neumann GmbH» в одном из союзных секторов Берлина и в 1949 году начал производство новой модели микрофона U 47 на основе капсюля M 7 более ранней модели CMV 3. Этот микрофон был одним из первых конденсаторных микрофонов, получивших широкое распространение в звукозаписывающей индустрии в мире.

### Послевоенный период
Среди других известных микрофонов, представленных Neumann в послевоенный период, были M 49 и M 50, оба основанные на конструкциях, разработанных организацией NWDR в Германии. В M 49 использовалась капсула M 7 в конфигурации с дистанционным управлением диаграммой направленности; это был первый микрофон с такой функцией. M 50 был оснащён мембраной, вмонтированной в поверхность 40-миллиметровой твёрдой пластмассовой сферы, что придавало ему повышенную направленность в средних и высоких частотах. Компания также производила оборудование для электроакустических измерений, в том числе калиброванные измерительные микрофоны и самописцы.
В период с 1953 по 1956 год компания Neumann представила серию небольших конденсаторных микрофонов (KM 53, 54 и 56) специально для использования в студиях телевещания. В 1957 году она представила микрофон SM 2, который, по сути, представлял собой пару микрофонов KM 56 в одном корпусе, расположенных так, чтобы их диаграммой направленности можно было управлять дистанционно. SM 2 был первым в мире стереомикрофоном.

### Конец 50-х
В конце 1950-х годов производство электронной лампы Telefunken VF 14, на которой была основана схема U 47 и U 48, было прекращено, поэтому Нойману пришлось начать разработку микрофона на другой лампе. Он решил объединить все три диаграммы направленности этих двух моделей в одном микрофоне. Тем временем началась эра рок-н-ролла, и звукоинженерам нужно было записывать громкий вокал, когда певцы пели прямо в микрофоны с очень близкого расстояния; при использовании U 47 или U 48, многие инженеры в то время считали результат неприемлемо резким. В результате был разработан U 67, микрофон с меньшим акцентом на верхние средние частоты. В U 67 используется новый капсюль K 67. В отличие от K 47, в K 67 используется двусторонний капсюль с двумя независимыми электродами, что позволяет настраивать мембраны отдельно, а затем согласовывать их для достижения одинакового отклика спереди и сзади.

### 60-е
В 1964 году Neumann разработала небольшой кардиоидный капсюль со значительно улучшенной внеосевой линейностью; он использовался в микрофонах КМ 64 и U 64.
В 1965 году компания Neumann начала выпускать транзисторные микрофоны. Первой моделью была малая кардиоидная модель KTM, за которой последовала серия «fet 70» — транзисторные версии малых всенаправленных, кардиоидных и речевых кардиоидных микрофонов, а также U 77 — транзисторная версия U 67. В этой серии использовалась 12-вольтовая система питания A-B (параллельное питание, T-power или «Tonaderspeisung»), как в магнитофонах Nagra, которая была несовместима с существующими студийными источниками питания. Однако стандартные двухжильные экранированные кабели (которые обычно использовались для динамических микрофонов) теперь могли использоваться и для подключения конденсаторных микрофонов, что устраняло необходимость в специальных многожильных кабелях.
В 1966 году Нойман адаптировал метод «фантомного питания», который годами использовался в некоторых телефонных системах, и теперь совместимый метод питания позволял подключать ламповые, транзисторные и динамические микрофоны к одним и тем же источникам питания. Со временем серия «fet 80» разрослась и насчитывает более десятка моделей, некоторые из которых всё ещё находятся в производстве по состоянию на 2018 год — U 87, U 89, KMR 81, KMR 82 и USM 69. Самыми известными моделями из этой серии были кардиоидная модель KM 84 с малой мембраной и трехфазная модель U 87 с большой мембраной, пришедшая на смену U 67.

### 80-е и далее
В 1983 году компания Neumann начала выпускать микрофоны со сбалансированными выходами, но без выходного трансформатора, начиная с модели TLM 170. В конце концов, эта серия «fet 100», или «бестрансформаторная», была расширена за счет включения небольших микрофонов модульной конструкции KM 100 (с семью различными «активными капсулями» для различных диаграмм направленности), кардиоидного TLM 193 (с использованием капсюля от U 89 и TLM 170), серии KM 180 с малой мембраной, кардиоидного микрофона TLM 103 с большой мембраной, TLM 127 с регулируемой диаграммой направленности и кардиоидного вокального микрофона TLM 49.
В 1991 году компания Neumann была приобретена Sennheiser Electronic GmbH. Производство микрофонов Neumann было перенесено на недавно построенную фабрику с чистыми помещениями класса 100 в Ведемарке, недалеко от Ганновера. Официальная штаб-квартира компании находится в Берлине.
Начиная с 1995 года компания представила серию ламповых микрофонов с бестрансформаторной выходной схемой: многонаправленный M 149 Tube, кардиоидный M 147 Tube и всенаправленный M 150 Tube (основанный на классической конструкции M 50 с мембраной, установленной на поверхности сферы внутри головки капсюля).
В 2003 году компания Neumann представила свой первый микрофон со встроенным аналого-цифровым преобразованием, Solution-D D-01. В 2006 году за D-01 последовала серия модульных цифровых микрофонов с малой мембраной KM D, основанная на серии KM 100/180.
В 2005 году Neumann начала производство своего первого динамического микрофона BCM 705 для индустрии вещания.